# Mark Lemke
Pour les articles homonymes, voir Lemke.
Mark Alan Lembke (né le 13 août 1965 à Utica, New York, États-Unis) est un ancien joueur de deuxième but au baseball. Il a joué dans les Ligues majeures de 1988 à 1998, dont dix saisons avec les Braves d'Atlanta
Il est notamment connu pour ses succès en séries éliminatoires. Il fut révélé lors de la Série mondiale 1991.

## Carrière
Joueur de deuxième but excellant surtout en défensive, Mark Lemke étonna avec de solides performances en séries d'après-saison, se forgeant une place de choix dans le cœur des amateurs d'Atlanta et se taillant une réputation de joueur pouvant performer lors des moments importants.
Durant sa carrière de 11 saisons, dont 10 avec les Braves, Lemke participa à 62 matchs en 11 séries éliminatoires. Il fut un des héros de la Série mondiale de 1991, perdue in extremis par les Braves face aux Twins du Minnesota. Durant les sept parties de cette finale, il frappa dans une moyenne au bâton de ,417. Il procura la victoire à son équipe avec un coup sûr en 12e manche du match #3 et égala un record des ligues majeures avec 3 triples en Série mondiale. Le bâton avec lequel il frappa son 3e triple est aujourd'hui exposé au Temple de la renommée du baseball, à Cooperstown.
En Série de championnat de la Ligue nationale en 1992 contre Pittsburgh, Lemke frappa pour ,333. Il se distingua aussi en Série de championnat contre Saint-Louis en 1996 avec une moyenne de ,444 en sept parties.
Outre la Série mondiale 1991, il participa avec les Braves à la grande finale du baseball majeur en 1992, 1995 et 1996, partageant avec l'équipe un titre mondial.
En saison, il produisit un sommet personnel de 49 points en 1993 et afficha une moyenne au bâton de ,294 en 104 parties lors de la saison 1994, écourtée par une grève des joueurs.
Après une décennie à Atlanta, Lemke signa comme agent libre avec les Red Sox de Boston, où il entreprit la campagne de 1998. Cependant une collision avec le coureur Chad Kreuter, des White Sox de Chicago, pendant une tentative de tourner un double jeu, le mit hors de combat. Souffrant d'une commotion cérébrale, Lemke choisit de mettre fin à sa carrière, après avoir disputé ses 31 dernières rencontres avec les Red Sox.
Il détient aussi un record inusité : celui du plus grand nombre d'apparitions au bâton (3 664) sans jamais avoir été atteint par un lancer. Lemke n'a jamais été atteint au cours de sa carrière dans les majeures.